# サン＝クリストフ (イタリア)
サン＝クリストフ（フランス語: Saint-Christophe [sɛ̃ kʁistɔf]）は、イタリア共和国ヴァッレ・ダオスタ州にある、人口約3,500人の基礎自治体（コムーネ）。

## 地理

### 位置・広がり

#### 隣接コムーネ
隣接するコムーネは以下の通り。
- アオスタ
- ポレアン
- クアール
- ロワザン
- ヴァルペリーヌ

## 行政

### 分離集落
サン＝クリストフには、以下の分離集落（フラツィオーネ）がある。
- Angelin, Bagnère, Bret, Chabloz, Champapon, Champ-d'Hône, Château-d'Entrèves, Chaussod, Chef-Lieu, Clappey, Cognon, Condemine, Cort, Coutateppaz, La Crétaz, La Croix-Noire, Fontanalle, Gérardin, Gevé, Grand-Chemin, Grande-Charrière, Léméryaz, Loups, Maillod, Maladière, Meysettaz, Nicolin, Olleyes, Pallein, Parléaz, Pin, Prévot, Rouye, Senin, Sorreley, Thuvex, Veynes

## 姉妹都市
- ベルガルド＝シュル＝ヴァルスリーヌ、フランス